# Philae (sonda spaziale)
Philae era un lander trasportato dalla sonda spaziale Rosetta. È stato sviluppato da un consorzio guidato dall'agenzia spaziale tedesca (DLR), da quella francese (CNES) e da quella italiana (ASI) e parte della missione Rosetta della Agenzia Spaziale Europea per effettuare un atterraggio sulla cometa 67P/Churyumov-Gerasimenko. L'atterraggio è avvenuto il 12 novembre 2014, rendendo il lander il primo manufatto umano ad eseguire un atterraggio controllato sul nucleo di una cometa (o accometaggio).
Il lander era originalmente indicato come RoLand.

## Missione

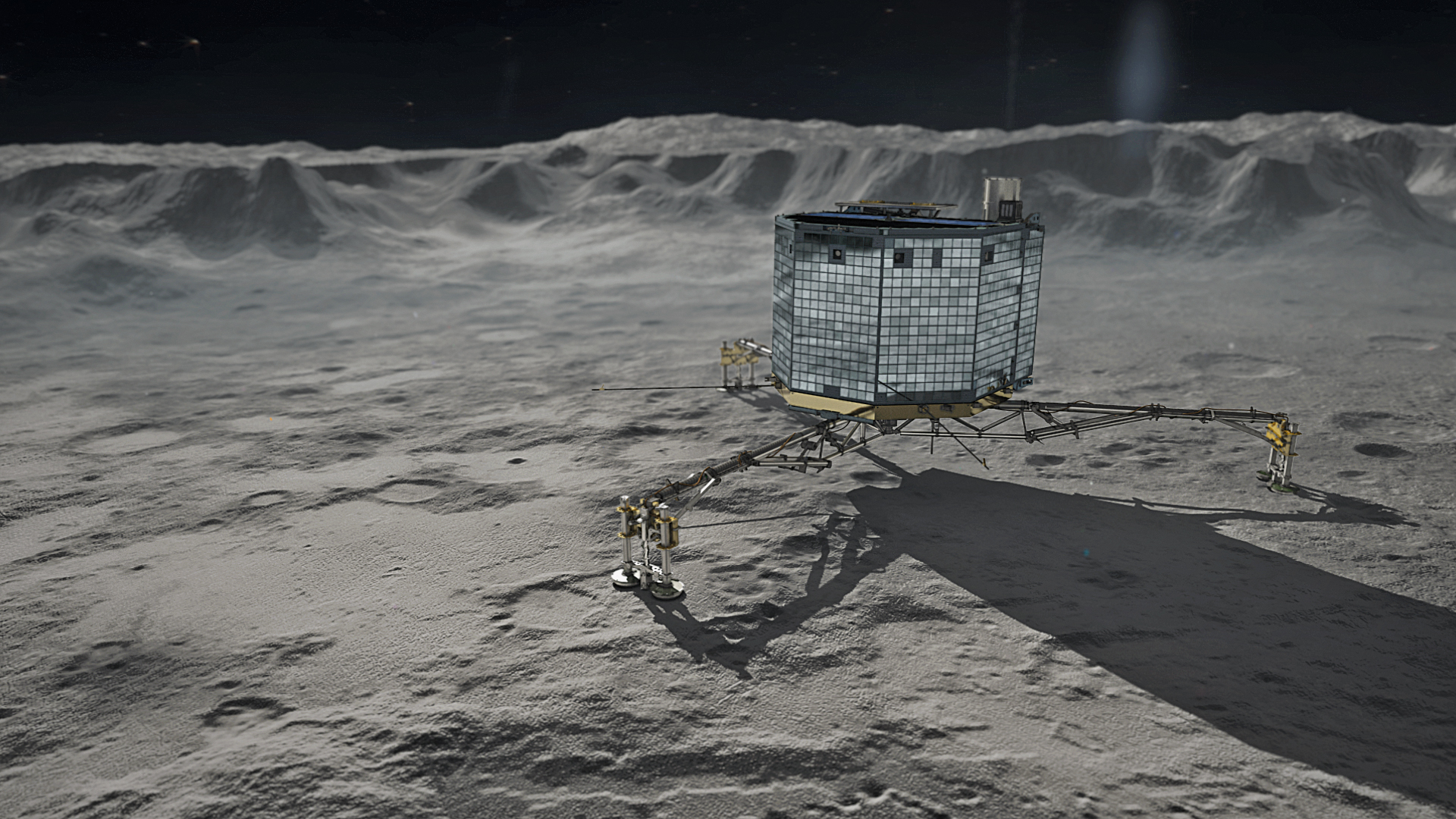
Rappresentazione artistica di Philae sulla superficie della cometa.

Philae è stato sviluppato nell'ambito della missione Rosetta per eseguire osservazioni in situ del nucleo della cometa 67P/Churyumov-Gerasimenko, obiettivo della missione. Trasportato a destinazione a bordo della sonda madre, è stato progettato affinché fosse rilasciato da una quota di 22,5 km dalla superficie ed immesso direttamente su una traiettoria in caduta libera, al termine della quale avrebbe toccato il suolo ad una velocità di 1 m/s. Gli ammortizzatori presenti nelle gambe avrebbero avuto il compito di smorzare l'impatto ed impedire un rimbalzo che avrebbe potuto determininare la perdita nello spazio della sonda, considerando che la velocità di fuga dal nucleo della cometa è solo di circa 0,46 m/s. Il lancio di due arpioni e l'accensione di un razzo per ostacolare il rinculo avrebbero completato la sequenza ed assicurato Philae alla superficie.
Sulla superficie, Philae avrebbe caratterizzato «la composizione elementare, isotopica, molecolare e mineralogica del suolo; avrebbe caratterizzato le proprietà fisiche della superficie e del materiale al di sotto di essa, cercato indizi sulla struttura del nucleo e condotto misurazioni del campo magnetico e delle caratteristiche del plasma».
Era stata prevista una vita nominale di tre mesi, con stime ottimistiche di quattro o cinque mesi.

## Caratteristiche tecniche

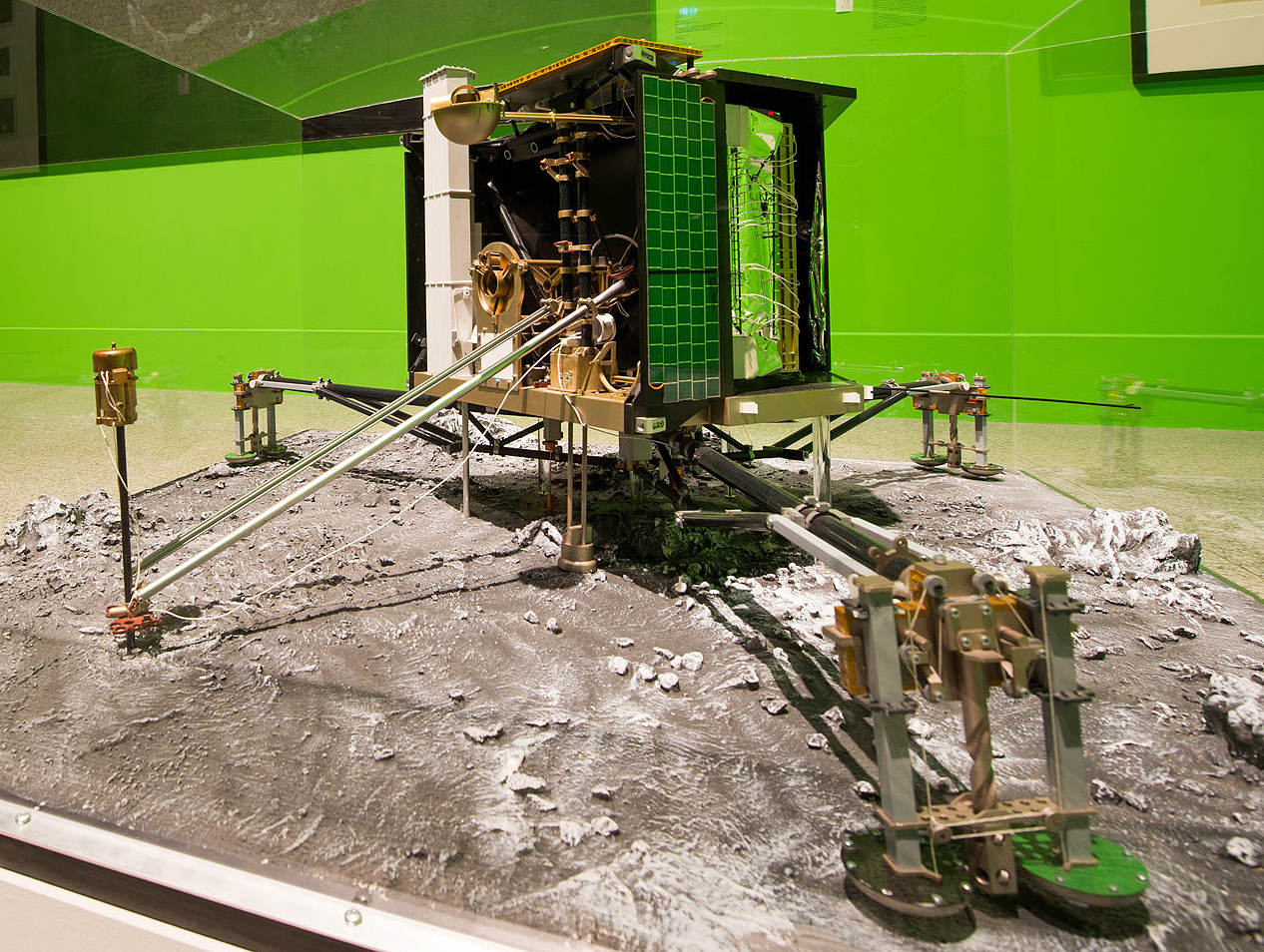
Modello di Philae realizzato dalla DLR ed esposto a Bonn.

Il lander misura 1 × 1 × 0,8 m ed è realizzato in fibre di carbonio; la piattaforma che sostiene gli strumenti scientifici è supportata da una piastra centrale, che dà forma alla struttura. La massa totale è di 98 kg, 21 dei quali di strumenti scientifici.
La generazione della potenza a bordo di Philae è affidata a due sistemi differenti. In una prima fase, della durata di circa 60 ore, il lander è stato alimentato dalla potenza erogata da una batteria primaria che immagazzinava 1 kWh di energia; in una seconda fase, sarebbe dovuto entrare in attività il sistema costituito dai pannelli fotovoltaici, che costituiscono il rivestimento esterno del corpo del lander, e da una batteria secondaria da 140 Wh di energia. A 3 au dal Sole, i pannelli solari avrebbero dovuto fornire una potenza di 32 W.
Le comunicazioni non sono avvenute direttamente con la Terra, ma utilizzano Rosetta come elemento di collegamento, in modo da ridurre il quantitativo di energia richiesto per il funzionamento di Philae.

### Ampiezza di banda
L'ampiezza di banda è la velocità con cui possono esser trasmessi i dati.
Per la missione nominale (discesa, atterraggio e 5 giorni di attività) era prevista la trasmissione di circa 235 Mbit di dati.
La disponibilità di banda nei giorni seguenti risulta ridotta a causa della minore energia disponibile da pannelli solari e batteria secondaria, per cui Philae può trasmettere, da progetto, circa 35 Mbit ogni giorno, a una velocità di circa 10 kbps, in pacchetti di 141 parole di 16 bit (2256 bit).

### Controllo termico
Il controllo termico è attuato sia attivamente, tramite riscaldatori elettrici, che passivamente, tramite accumulatori di calore solare. Questi ultimi consistono in due fogli di TINOXR di 0,06 m² ciascuno posizionati sul tetto della sonda, che sono in grado di fornire fino a 17,5 W di potenza termica agli apparati di bordo a 3 au dal Sole. Il sistema di controllo termico permette di mantenere gli apparati interni della sonda entro l'intervallo di temperature che ne permette l'operatività:
- Operatività parziale: −80 °C / +70 °C
- Operatività completa: −45 °C / +70 °C
- Ricarica batteria: da +5 °C

A seconda della temperatura degli apparati e della potenza elettrica disponibile, il lander può trovarsi in vari stati operativi:
- Ibernazione (sull'orbiter)
- Attesa di risveglio (Attivato sotto i −51 °C; Disattivato sopra i −45 °C)
- Potenza sufficiente (Attivato sopra i −45 °C ma tensione sotto i 18,5 V)
- Stand-by (Sopra i −45 °C, sopra i 18,5 V)
- Operativo (Attivato manualmente)

Al 14 giugno 2015, dopo 211 giorni di assenza di comunicazioni con la Terra, le telemetrie di bordo hanno rilevato una temperatura di bordo di −35 °C.

### Potenza ed energia
La potenza elettrica è fornita agli apparati di bordo tramite connessione umbilicale con l'orbiter (durante il viaggio), dalle batterie di bordo e/o dai pannelli solari.

#### Batterie[14][16][17]
- Primaria:

Tecnologia Li/SOCl2;
32 celle da 3,65 V/13 Ah, in configurazione 8S4P (29,2 V/52 Ah);
1518,4 Wh iniziali (1400 nominali), 1000 Wh a fine vita;
corrente massima 2200 mA/stringa;
non ricaricabile dal lander;
utilizzabile tra 0 °C e +60 °C;
dotata di riscaldatori indipendenti.
- Secondaria:

Tecnologia Li-ion;
28 celle da 3,6 V/1,5 Ah ciascuna, raggruppate in due batterie distinte, ciascuna con configurazione diversa:
- il blocco 1 è in configurazione 7S2P (25,2 V/3 Ah/75,6 Wh) a griglia, con ogni singola cella connessa in serie e parallelo alle altre;
- il blocco 2 è invece composto di due serie distinte in parallelo, ognuna composta di 7 celle.
La capacità totale dei due blocchi insieme è di 151,6 Wh a inizio vita, che diventano 130 Wh a fine vita.
Le tensioni minime e massime di cella sono 2,5 V e 4,2 V, che a livello di batteria si traducono in 17,5 V e 29,4 V, valori oltre i quali la batteria si danneggia.
Il bilanciamento delle celle del blocco 1 è comandato manualmente. Il blocco 2 non è invece collegato al circuito di bilanciamento e monitoraggio in quanto aggiunto in un secondo momento al progetto a causa dell'aumentata necessità di energia.
La durata di vita prevista è di 500 cicli al 100%, dove per "ciclo" si intende l'immissione nella batteria del 100% della sua capacità; ciò significa che se la batteria viene scaricata solo per il 10% e poi ricaricata, non si conteggia un ciclo di ricarica, ma 1/10 di ciclo; caricando e scaricando per 10 volte il 10% della batteria si ottiene un ciclo completo.
La batteria può essere ricaricata quando ha una temperatura compresa tra 0 °C e +45 °C, mentre può essere utilizzata a temperature comprese tra −30 °C e +60 °C. La batteria è dotata di riscaldatori indipendenti comandati dalle TCU - Thermal Control Units.
L'autoscarica prevista durante il viaggio dalla Terra alla cometa è del 2% dopo 3 mesi a −30 °C, 7% dopo 1 mese a +20 °C o 12% dopo 6 mesi a +20 °C; per compensarla è utilizzato un sistema di mantenimento connesso ai circuiti di ibernazione dell'orbiter; durante il viaggio la batteria è mantenuta a uno stato di carica del 10% (21,7 V, 3,1 V/cella) per preservarla.
La quantità di corrente in uscita dalla batteria durante l'utilizzo è indicata dalla telemetria PSSH_C_SBat_DCH, mentre la corrente di ricarica è indicata dalla telemetria PSSH_C_SBat_CH. Le tensioni delle singole celle sono indicate dalle telemetrie PSSH_V_SBat_CELLx, con x=1..7

#### Pannelli solari[12][14]
I 6 pannelli solari di cui dispone Philae (5 verticali sui lati e uno orizzontale sul tetto) sono progettati per produrre una potenza di picco di 32 Wp a distanza di 3 UA dal Sole, e una potenza media di 6-10 W nell'arco della giornata, che dura circa 6 ore (il periodo di rotazione totale della cometa è di circa 12 ore); a seconda dell'orientamento del lander rispetto al Sole, la produzione di energia stimata a 3 UA può variare tra 36,4 e 47,7 Wh/giorno.
L'intensità della radiazione solare sui pannelli solari di Rosetta e Philae varia da un valore di 0,11 SC a distanza di 3 UA dal Sole (novembre 2014) a un valore di 0,69 SC a una distanza di 1,2 UA (perielio, 13 agosto 2015); ciò significa che al momento del risveglio di Philae i suoi pannelli solari potevano contare su un'intensità di radiazione solare 6 volte superiore rispetto al momento dell'atterraggio, ma su una durata dell'insolazione pari a circa 2 ore e 15 minuti, rispetto alle 6 ore di progetto (37,5%), a causa dell'orientamento non orizzontale della sonda e della presenza di ostacoli circostanti.
Al 15 giugno 2015 la potenza effettivamente disponibile era di 13 W all'alba e 24 W a mezzogiorno locale.

### Sistema di atterraggio
Philae è dotato di un particolare carrello di atterraggio, equipaggiato con viti di ancoraggio sulle tre zampe e con due arpioni nella parte centrale, aventi il compito di trattenere il lander ed evitarne eventuali rimbalzi durante la procedura di atterraggio; più che di atterraggio vero e proprio, infatti, trattasi di un attracco o rendez-vous spaziale, considerato che la gravità della cometa 67P/Churyumov-Gerasimenko è circa 1/10000 di quella terrestre.
Ogni arpione è costituito da un proiettile in rame-berillio, un sistema di espulsione pirotecnico, un rocchetto di cavo e un sistema di riavvolgimento del cavo basato su un motore brushless. Il lancio del primo arpione è comandato automaticamente al rilevamento del contatto di una delle tre zampe con il suolo: il proiettile viene espulso a una velocità di 90 m/s (324 km/h) da un meccanismo a gas compresso a 300 bar, che permette fino a 10 000 g di accelerazione; lo sparo ha una durata di 1,5 ms e il pistone una corsa di 50 mm; subito dopo viene attivato il meccanismo di riavvolgimento per serrare la sonda alla cometa, richiamando il proiettile a sé alla velocità di 0,32 m/s (1,1 km/h). La forza esercitata dal meccanismo di ritenuta è regolabile su 8 step tra 1 e 30 N.
In caso il primo arpione fallisca, viene lanciato un secondo arpione. L'arpione ha a disposizione 2,5 metri di cavo; se per qualche motivo non dovesse fare presa entro questa distanza, un apposito meccanismo provvede a dissipare l'energia cinetica in eccesso senza danneggiare il lander.
Sul proiettile dell'arpione è installato un accelerometro che misura accelerazione e decelerazione al momento dello sparo e dell'impatto; è presente anche un sensore di temperatura. L'arpione è in grado di penetrare materiali che offrano una resistenza compresa tra 300 kPa e 5 MPa.
Il proiettile è dotato di due tipi di sporgenze e uncini, adatti a mantenere la presa sia su materiali duri che morbidi.
Il meccanismo di sparo dell'arpione è stato prodotto da Pyroglobe GmbH e Max Planck Institute for Extraterrestrial Physics (MPE).
Insieme a un penetratore elettromagnetico che viene estroflesso a una distanza di un metro dal lander, i due arpioni costituiscono il sistema MUPUS.

## Strumentazione

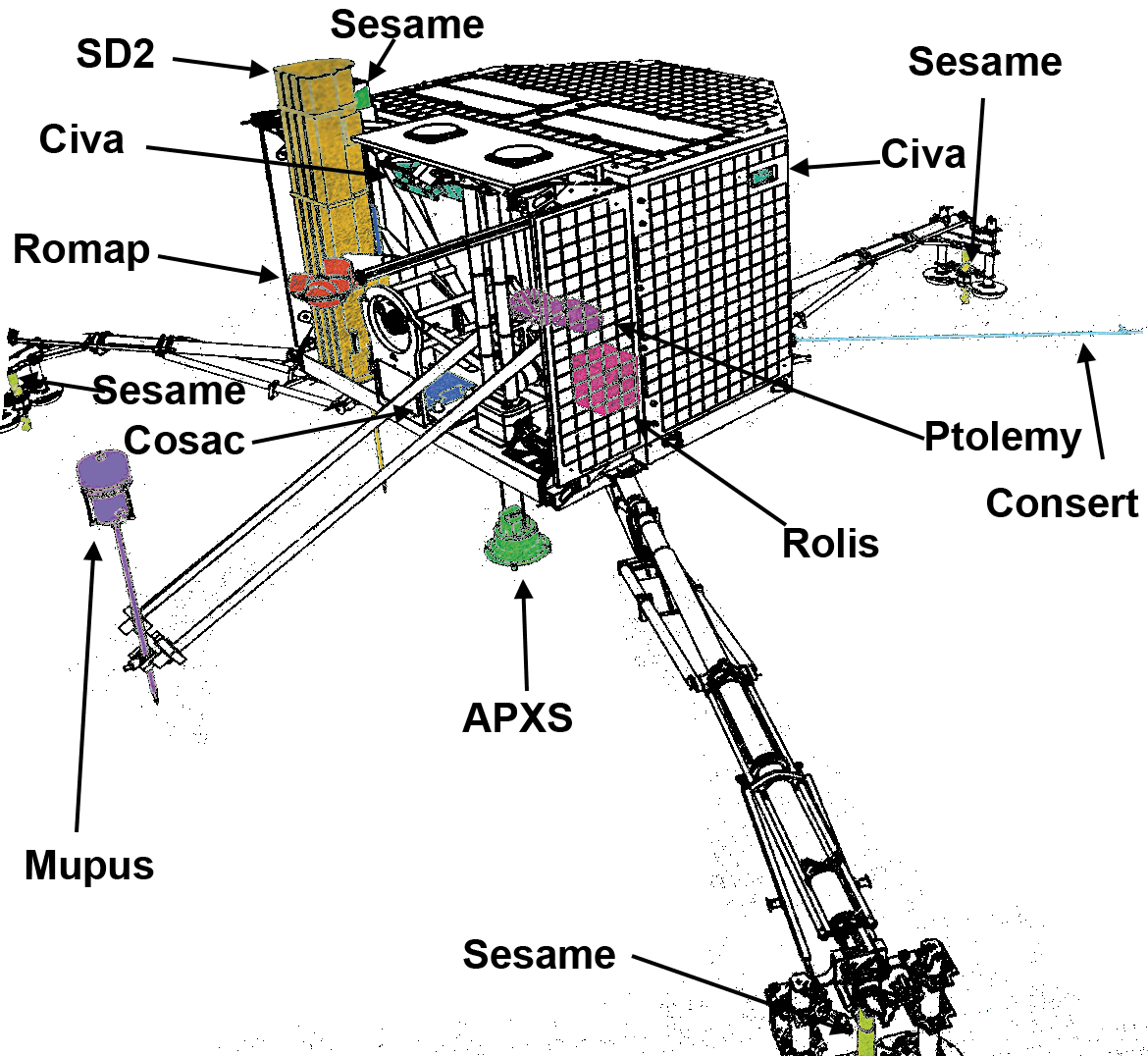
Distribuzione della strumentazione.

APXSSpettrometro per analizzare la composizione chimica della superficie sotto il lander e le sue possibili alterazioni durante l'avvicinamento al Sole.
COSACTrova e identifica le molecole organiche complesse. Fondamentale per la ricerca di vita.
PTOLEMYMini-laboratorio, costituito da un Cromatografo dei gas e spettrometro di massa con risoluzione media, per la ricerca delle componenti chimiche più complesse.
CIVAMicrocamere per foto panoramiche e spettrometro per studiare composizione, struttura e albedo della superficie.
ROLISFornisce immagini e dati durante la discesa e foto ad alta risoluzione del luogo di atterraggio.
CONSERTUna radio sonda per studiare la struttura interna del nucleo della cometa.
MUPUSMisura densità e proprietà termiche e meccaniche della superficie e della immediata sotto superficie della cometa. È dotato di 3 modalità di funzionamento corrispondenti a tre livelli di potenza progressivi, che consentono di operare in sicurezza il martello. L'imprevista durezza della superficie ha portato i ricercatori a ricorrere ad un quarto livello di potenza, superiore agli altri ed indicato come Desperate Mode, che potrebbe aver parzialmente danneggiato lo strumento.
ROMAPMagnetometro per lo studio del campo magnetico della cometa e dell'interazione cometa/vento solare.
SESAMETre strumenti per misurare le proprietà elettriche e meccaniche della cometa. Misura le polveri rilasciate dalla cometa.
SD2Perfora fino a 23 cm di profondità e distribuisce i campioni trovati nel sottosuolo a bordo di Philae per le analisi successive.

## Denominazione
Il nome Philae è stato scelto attraverso una competizione indetta nel 2004 dal consorzio del lander in Francia, Germania, Italia e Ungheria - i paesi che hanno contribuito maggiormente alla missione - e rivolta a ragazzi di età compresa tra 12 e 25 anni, che fu vinto dall'alunna delle scuole medie superiori Serena Olga Vismara, allora quindicenne. Il nome richiama lo stesso episodio da cui deriva quello della sonda madre, Rosetta, che fa riferimento alla stele che permise a Jean-François Champollion di comprendere i geroglifici egizi. Egli, per poter completare la traduzione, ebbe la necessità di usare anche gli obelischi sull'isola di File; in similitudine il lander Philae aiuterà l'orbiter Rosetta a completare lo studio della cometa.
Durante la fase di sviluppo, Philae era indicato come RoLand, abbreviazione di Rosetta Lander.

## Operazioni

### Crociera

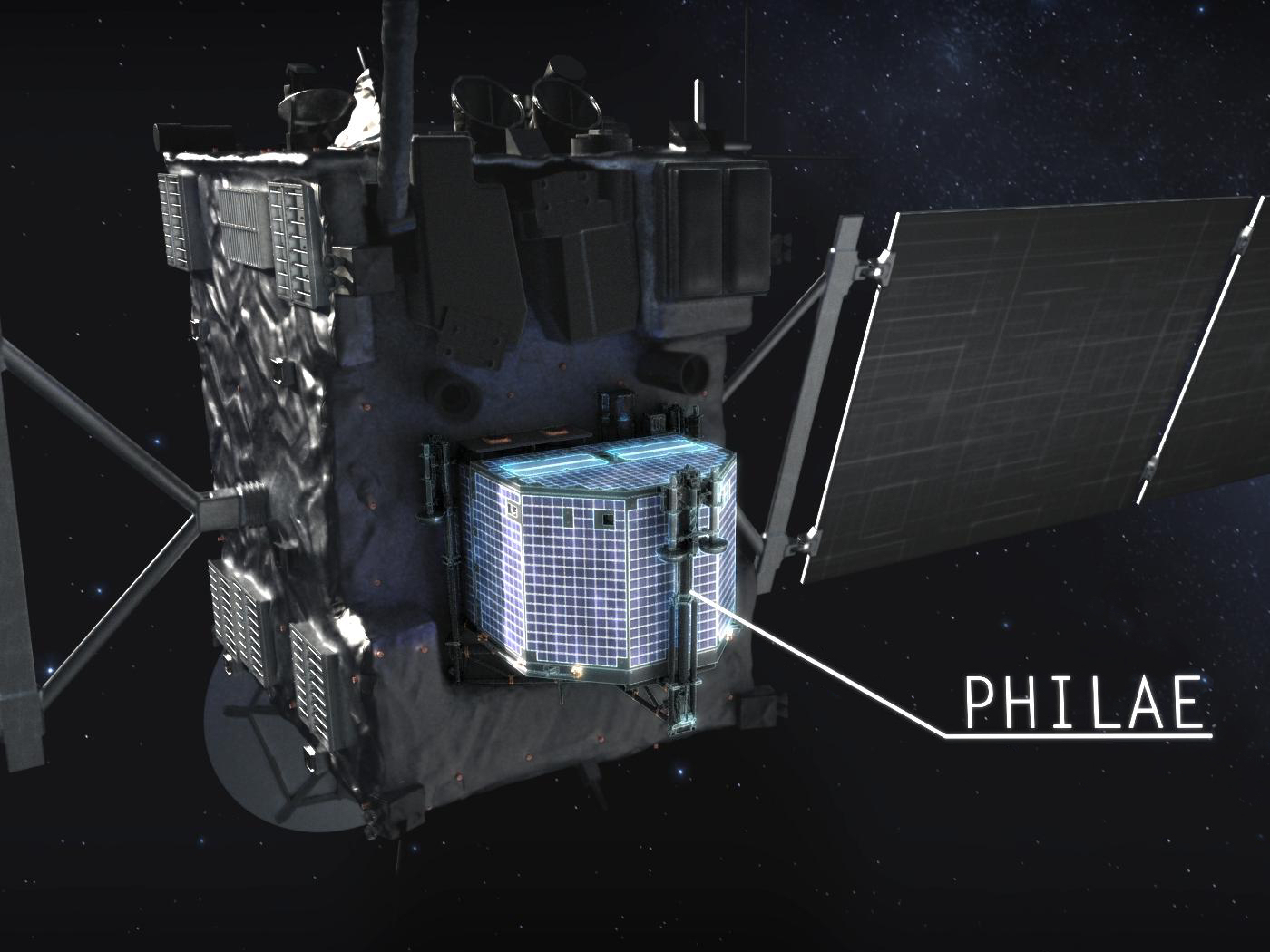
Rappresentazione grafica del lander agganciato alla sonda Rosetta.

Durante la fase di crociera, Philae è stato trasportato dalla sonda Rosetta, lanciata il 2 marzo 2004, 7:17 UTC dal Centre spatial guyanais di Kourou a bordo di un razzo Ariane 5G+. Le prime operazioni autonome sono state eseguite durante il sorvolo ravvicinato di Marte, il 25 febbraio 2007, quando furono attivati alcuni strumenti per testarne il funzionamento. Attraverso ROMAP furono eseguite delle misure del campo magnetico marziano, mentre la fotocamera CIVA raccolse delle immagini di Rosetta con il pianeta rosso sullo sfondo. Non furono attivati, invece, quegli strumenti - la maggior parte di quelli presenti a bordo del lander - che avrebbero avuto bisogno di essere in contatto con una superficie per condurre le proprie analisi.
Rosetta raggiunse la Cometa Churyumov-Gerasimenko il 6 agosto 2014, dopo un viaggio durato 10 anni e 5 mesi. Le osservazioni condotte già nelle prime settimane furono volte non solo a caratterizzare la superficie della cometa, ma anche ad individuare un sito adatto per l'atterraggio di Philae. Il 25 agosto, l'ESA comunicava di aver individuato cinque siti (contrassegnati dalle lettere A, B, C, I e J) adatti a tale scopo. Tra questi, fu infine selezionato il sito "J", che rispettava quasi pienamente sia i requisiti tecnici sulla sicurezza della traiettoria di discesa e sulla durata giornaliera dell'illuminazione solare e della visibilità dell'orbiter, sia quelli scientifici. Anche la sua denominazione fu affidata ad un concorso indetto dall'ESA nell'ottobre del 2014, che condusse alla scelta di Agilkia, dal nome dell'isola del Nilo dove furono spostati gli edifici rimossi dall'isola di File, prima che questa fosse sommersa dalle acque del Lago Nasser (il lago artificiale generato dalla Diga di Assuan). L'atterraggio fu programmato per il 12 novembre, prima che l'attività della cometa potesse diventare così intensa da disturbare la discesa.

### L'atterraggio

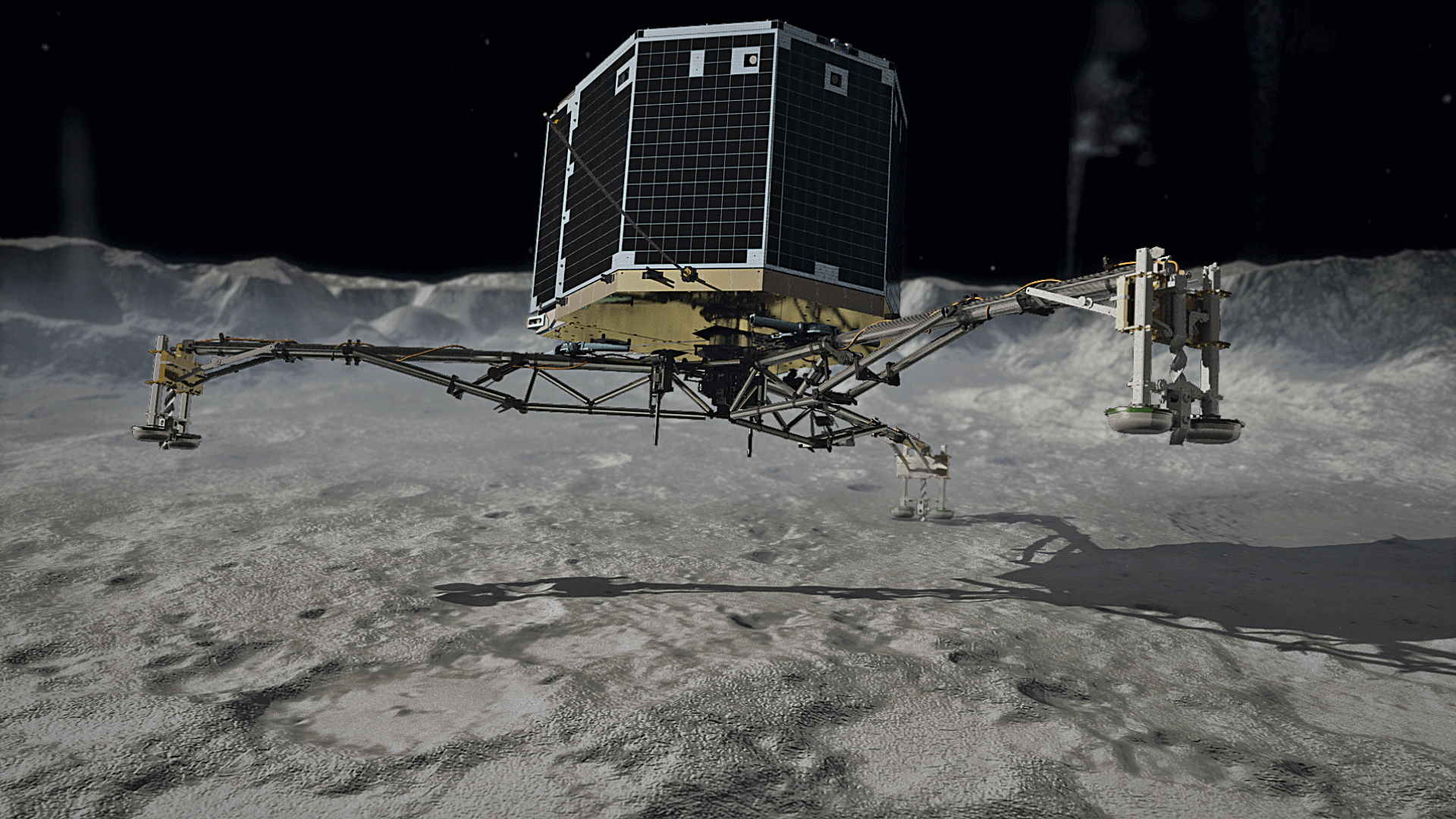
Rappresentazione artistica del contatto di Philae col suolo della cometa 67P/Churyumov-Gerasimenko.

La preparazione di Rosetta per il rilascio di Philae sull'orbita di discesa iniziò con alcune settimane di anticipo rispetto alla data prevista per l'atterraggio. Il 31 ottobre 2014 la sonda fu posta su di un'orbita ad una quota di 30 km dalla superficie della cometa; tra l'11 ed il 12 novembre furono eseguite delle verifiche che avrebbero dovuto anticipare la separazione di Philae da Rosetta, programmata per le 08:35 UTC del 12 novembre. Alle 7:35 UTC Rosetta fu spostata sull'orbita di lancio, che - se non corretta dopo la separazione con il lander - l'avrebbe portata a transitare a 5 km dalla superficie della cometa. La separazione avvenne come programmato alle 8:35 UTC, quando le due sonde erano a 22 km dalla cometa, nonostante una delle ultime verifiche avesse segnalato il malfunzionamento del razzo a propellente freddo a bordo di Philae.

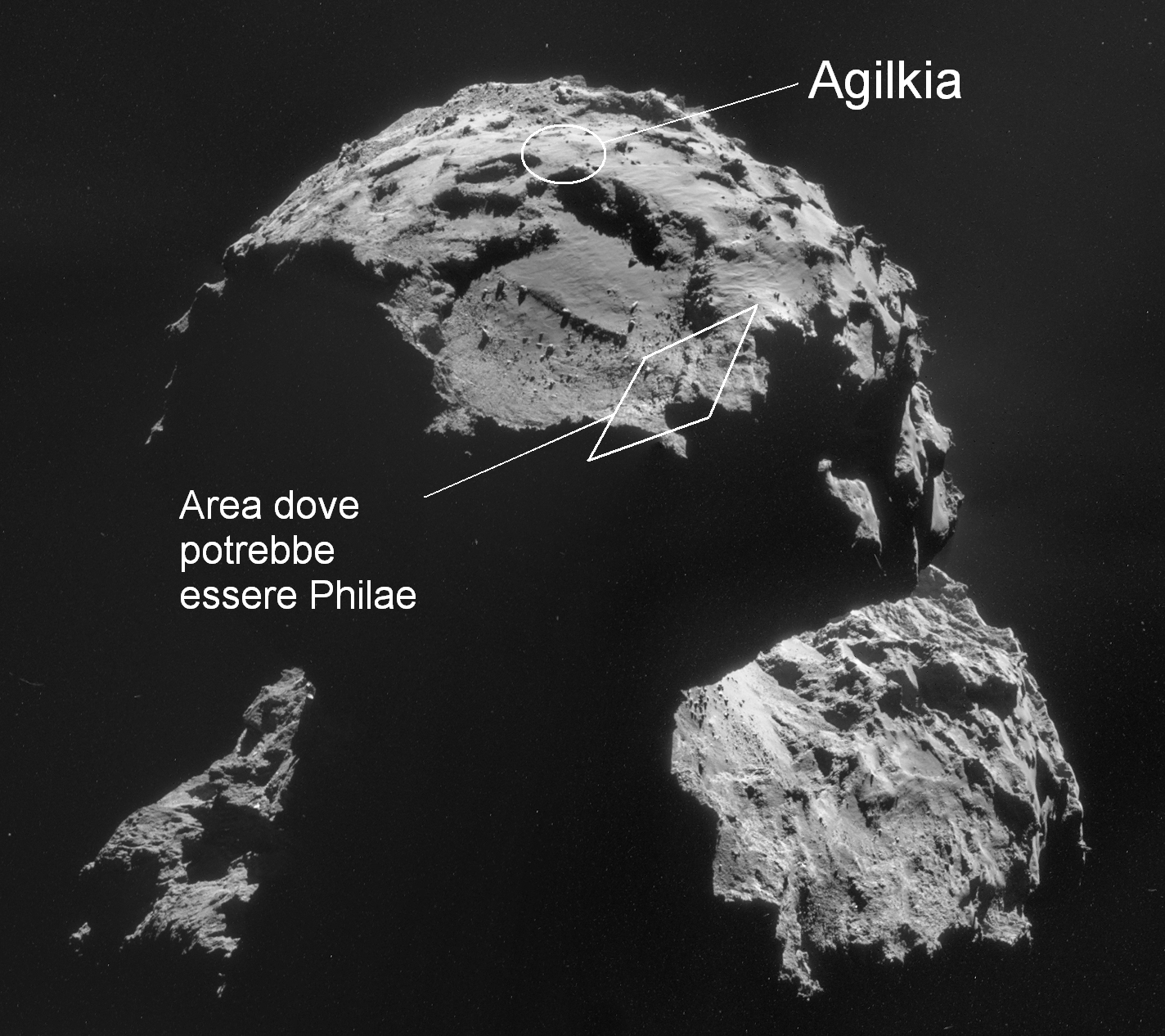
Immagine della cometa 67P/Churyumov-Gerasimenko nella quale è stata evidenziata la regione entro la quale dovrebbe essersi arrestata Philae.

Mentre Rosetta venne spostata su un'orbita di sicurezza che le avrebbe permesso di mantenere le comunicazioni con il lander, quest'ultimo intraprese una lenta discesa in caduta libera durata circa sette ore che lo portò a toccare il suolo con una velocità di circa 1 m/s. Il segnale di avvenuto atterraggio fu trasmesso da Philae a Rosetta e da questa alla Terra (a 28 minuti luce di distanza), dove fu ricevuto alle 16:03 UTC (17:03 CET) del 12 novembre. A questa fase corrispose l'introduzione del neologismo "accometaggio" utilizzato dall'Agenzia Spaziale Italiana e ripreso nelle testate giornalistiche nazionali.
I risultati dell'analisi della telemetria - resi noti in modo ufficiale dall'Agenzia Spaziale Europea il 14 novembre e in parte anticipati nel web - mostrarono che il contatto con la superficie fu più morbido rispetto a quanto atteso, ma che né gli arpioni, né il razzo posteriore funzionarono correttamente, lasciando incertezze sulla posizione e stabilità del lander. In particolare, fu rilevato che il lander eseguì due rimbalzi e toccò il suolo tre volte, prima di stabilizzarsi sulla superficie: dopo il primo contatto, Philae rimbalzò nello spazio con una velocità di 0,38 m/s e rimase in volo per un'ora e 51 minuti, raggiungendo una quota di circa 1 km (considerata la bassa attrazione gravitazionale esercitata dalla cometa); al secondo rimbalzo corrispose una velocità inferiore, 0,03 m/s, e durò appena sei minuti. Di conseguenza, il sito in cui si arrestò il lander (in seguito denominato Abydos) non corrispose a quello originariamente programmato. Uno studio pubblicato a ottobre 2020 ha permesso ad un gruppo di scienziati di individuare il punto esatto dove è avvenuto il secondo rimbalzo, rivelando al contempo l'abbondanza di ghiaccio nel materiale cometario intaccato.

### Prime operazioni sulla superficie
Sebbene la posizione di Philae non fosse nota, il Centro europeo per le operazioni spaziali (ESOC) iniziò a ricevere le immagini panoramiche raccolte attraverso CIVA, che testimoniavano come il lander fosse attivo e funzionante. Risultò tuttavia presto evidente che sebbene la posizione fosse stabile, con tutt'e tre le gambe che toccavano il suolo, era parzialmente in ombra; l'illuminazione solare sarebbe quindi stata insufficiente per ricaricare le batterie del lander.
Philae era infatti dotato di una batteria primaria che ne avrebbe garantito il funzionamento per le prime 60 ore dal distacco da Rosetta; sulla superficie, sarebbe dovuta entrare progressivamente in funzione la batteria secondaria, ricaricabile attraverso i pannelli fotovoltaici all'esterno del lander. Mentre però Agilkia era stato selezionato anche perché fosse illuminato per almeno sei ore durante ogni rotazione della cometa, il sito in cui si era arrestato il moto del lander riceveva luce per appena un'ora e mezzo al giorno; durata insufficiente, alla distanza di circa 3 UA dal Sole, per caricare adeguatamente la batteria e permettere il funzionamento di Philae.

### Ultime operazioni e perdita delle comunicazioni
La mattina del 14 novembre fu stimato che la carica rimasta nella batteria avrebbe assicurato l'operatività del lander solo per il resto del giorno. Fu quindi programmato di eseguire tutte le osservazioni scientifiche consentite: furono attivati per primi gli strumenti che non prevedevano dei meccanismi e successivamente furono dispiegati il penetratore MUPUS e la perforatrice SD2. Tutti i risultati ottenuti furono comunicati al centro di controllo con successo.
Al termine della sessione di comunicazione, fu ordinato a Philae di sollevarsi di 4 cm e di ruotare di 35°, in un tentativo di migliorare l'esposizione alla luce solare dei suoi pannelli fotovoltaici per una futura possibilità di recupero. Poco dopo, l'energia elettrica diminuì rapidamente e tutti gli strumenti si spensero; anche la velocità di downlink rallentò, prima di interrompersi. Il contatto si interruppe alle 0:36 UTC del 15 novembre.
Il direttore della missione di Philae, Stephan Ulamec dell'Agenzia spaziale tedesca (DLR) dichiarò:
(Stephan Ulamec, 15 novembre 2014)
L'analisi dei dati relativi a MUPUS sembrerebbero indicare che lo strumento non sia penetrato, se non per qualche millimetro, nel suolo, che si è rivelato duro come il ghiaccio e non soffice come invece ci si attendeva. SD2 avrebbe dovuto trasferire dei campioni del suolo a
PTOLEMY e COSAC, ma - almeno per quest'ultimo - l'operazione non sembrerebbe riuscita.

### Possibilità di recupero
Dopo la prima fase di rilievi scientifici e lo spegnimento degli strumenti, è stata valutata la possibilità di recupero di funzionalità del lander.
Innanzitutto appariva necessario cercare di individuare l'effettiva posizione di Philae; a tal riguardo sono state analizzate le immagini ad alta risoluzione della superficie raccolte dallo strumento OSIRIS a bordo di Rosetta, senza però riuscire a scoprire il sito finale di atterraggio. Un importante contributo per capire dove si trovasse il lander è invece arrivato dai dati dello strumento CONSERT (un sistema radio progettato per sondare il nucleo della cometa), che hanno permesso di effettuare una triangolazione di massima e di individuare un'area approssimativa in cui si sarebbe dovuto trovare Abydos, a ridosso di un rilievo sul bordo di una depressione, a circa un chilometro di distanza da Agilkia.
Durante queste fasi è stato correttamente ipotizzato che nell'agosto del 2015, quando la cometa sarebbe stata più vicina al Sole nella sua orbita, l'illuminazione ricevuta dai pannelli solari sarebbe stata sufficiente a ricaricare le batterie e permettere la riaccensione di Philae, come in effetti è avvenuto, anche se per brevissimi periodi.

### Recupero, nuova perdita di contatto e definitivo abbandono
Philae ha ristabilito i contatti con lo European Space Operations Centre dell'ESA a Darmstadt alle 22:28 CEST del 13 giugno 2015, attraverso la sonda spaziale Rosetta. I dati analizzati hanno indicato che il lander fosse attivo già da alcuni giorni, sebbene in precedenza non fosse riuscito a stabilire un collegamento radio con Rosetta.
L'11 luglio riesce ad inviare un pacchetto dati alla Terra.
Durante l'estate 2015 Philae si stava riprendendo completamente dalla fase di ibernazione e stava ricaricando le sue batterie utilizzando i pannelli solari, dato che si era avvicinato al Sole.
Nonostante ciò i controller di Rosetta hanno avuto difficoltà ad avere una comunicazione stabile con Philae, ed il fatto che Rosetta si sia dovuta allontanare ad una distanza di sicurezza poiché la cometa stava aumentando la sua attività non ha aiutato . L'ultima comunicazione è avvenuta il 9 luglio 2015 e i controllori non sono stati capaci di istruire Philae per fare nuove ricerche; successivamente il lander non ha dato risposta ad ulteriori comandi, e da gennaio 2016 non ci sono state ulteriori comunicazioni.
Il 27 luglio 2016, il centro di controllo dell'Agenzia Spaziale Europea ha comunicato di aver disattivato alle ore 11.00 CEST l'Electrical Support System (ESS) a bordo di Rosetta: tale dispositivo consentiva alla sonda spaziale di tenere i contatti con il piccolo lander atterrato sulla cometa, chiudendo così definitivamente la possibilità di avere nuove comunicazioni con Philae.

### Individuazione del luogo preciso di atterraggio
A seguito della decisione di concludere la missione facendo posare sulla cometa Rosetta, l'orbiter ha potuto mandare foto di risoluzione sempre maggiore, prese con lo strumento OSIRIS tra la fine di agosto e l'inizio di settembre 2016, facendo sperare che in una di queste potesse essere identificato Philae.
Finalmente, il 5 settembre 2016 è stata data la notizia che il lander è stato individuato in una foto, appena pervenuta, risalente al 2 settembre.
Il sito di atterraggio di Philae, nel lobo piccolo della cometa, già in precedenza denominato Abydos, ha reso chiaro il perché i pannelli solari non riuscissero a ricaricare le batterie e perché fosse così difficile la comunicazione con la sonda orbitante: il lander ha terminato la sua corsa all'ombra di un grosso masso, rimanendo inclinato su un lato, dato che una delle sue gambe pare finita in uno dei crepacci di cui è coperta la zona.
Anche se a prima vista il fatto di finire in un crepaccio ombroso potrebbe sembrare un evento sfortunato, l'astrofisico Matt Taylor, responsabile scientifico della missione Rosetta, fa notare che se non fosse finito in quella che lui chiama tasca, Philae sarebbe potuto sfuggire alla gravità della cometa, perdendosi nello spazio.

## Telemetrie di bordo
Per un certo periodo del 2014 e del 2015 sono state disponibili online alcune telemetrie di bordo in diretta, indicanti le temperature di alcuni sistemi e le correnti disponibili da batterie e pannelli.

### Telemetrie grafiche
- Sito 1[65]
- Sito 2[66]

 La telemetria 1 è nel seguente formato, in blocchi di 10 righe:
1. 1434439611299,0,0,0,0,0
2. 1434439667297,9.58333,359,-9999,-9999,0
3. 1434439731305,9.58333,359,-9999,-9999,0
4. 1434439738303,0,0,0,0,21.4286
5. 1434439795297,9.58333,359,-9999,-9999,0
6. 1434439859297,9.58333,359,-9999,-9999,0
7. 1434439923297,9.58333,359,-9999,-9999,0
8. 1434439987297,9.58333,359,-9999,-9999,0
9. 1434440051300,9.58333,359,-9999,-9999,0
10. 1434440115297,9.58333,359,-9999,-9999,0

- Il primo numero rappresenta i millisecondi trascorsi dal 1º gennaio 1970
- I dati della prima riga non sono attualmente noti;
- le righe 2 e 3 contengono le temperature di Sistemi Meccanici (MSS), telecamera CIVA, Batteria Primaria e "Y EBox", ma i valori sempre costanti pari a 9999 fanno pensare a un malfunzionamento dei sensori;
- la riga 4 mostra, in ultima colonna, la temperatura dei Sistemi Elettrici (ESS);

La temperatura dei sistemi meccanici risulta oscillare tra +8,75 °C e +12,5 °C, con i seguenti picchi:
- - 19:45 - 22:26 (11/giugno)
  - 18:47 - 00:39 (12/giugno)
  - 20:21 - 04:54 (14/giugno)
  - 04:53 - 10:37 (15/giugno)

Non risulta visibile un picco per il 13 giugno.
Le telemetrie 2 e 3 sono nel seguente formato:
1. 1416009622565,20.6483,22.1702,0,0,2.855,2.89,10.6,400.68,325.5,1.085,1.08,1.519,1.09,1.095
2. 1416009886628,20.4687,21.9943,0,0,2.855,2.89,11.66,412.02,320.25,1.085,1.08,1.085,1.09,1.095
3. 1434227326025,28.805,0,0,0,2.855,2.89,33.92,1.26,31.5,344.596,59.4,1.736,1.308,1.533
4. 1434227326123,28.7622,23.6507,0,0,2.855,2.89,33.92,1.26,31.5,344.379,72.576,1.085,1.09,1.095
5. 1434227326318,28.7878,23.7166,0,0,2.855,2.89,33.92,1.26,32.55,346.766,82.296,1.085,1.09,1.095

Il primo numero rappresenta anche qui i millisecondi trascorsi dal 1º gennaio 1970, quindi le righe sopra riportate rappresentano le telemetrie delle seguenti date:
1. 15/nov/2014 00:00:23
2. 15/nov/2014 00:04:47
3. 13/giu/2015 20:28:46
4. 13/giu/2015 20:28:46
5. 13/giu/2015 20:28:46

Si può notare come le telemetrie si interrompono il 15 novembre 2014, data della perdita di contatto col lander, per riprendere il 13 giugno 2015 alle 20:28, data del primo nuovo contatto.
Le successive telemetrie (solo due campioni) risultano trasmesse nelle date:
- 14/giu/2015 21:22:52
- 14/giu/2015 21:23:14

Le telemetrie complete del 13 giugno 2015, data del risveglio di Philae, sono riportate in apposta pagina.
Alcuni campi delle telemetrie sono stati identificati:
- Colonna 3: PSSH2_C_LCL1_M
- Colonna 4: PSSH2_C_LCL1_R
- Colonna 5: PSSH_C_HPC_IN
- Colonna 6: PSSH_C_LPC_IN
- Colonna 7: PSSH_C_SBat_CH
- Colonna 8: PSSH_C_SBat_DCH
- Colonna 9: PSSH_C_ PBat DCH

Tali acronimi sono illustrati nel "manuale d'uso" del lander:
- PSS = Power Sub System
- LPC = Low Power Converter (DC/DC)
- HPC = High Power Converter (DC/DC)
- LCL1 = Latching Current Limiter (ESS / Lander operational power supply) (M=Main, R=Redundant)
- SBat_CH = Potenza di ricarica batteria secondaria
- SBat_DCH = Potenza estratta dalla batteria secondaria
- PBat_DCH = Potenza estratta dalla batteria primaria

## Impatto mediatico
L'atterraggio è stato coperto dai mezzi di comunicazione di massa tradizionali e seguito anche sulle reti sociali. L'ufficio stampa dell'ESA ha attivato un profilo ufficiale per Philae su Twitter, attraverso cui ha gestito una personificazione fittizia della sonda. L'hashtag "#CometLanding" ha guadagnato ampia popolarità. L'attività nel centro di controllo è stata trasmessa in diretta via internet e sono state organizzate varie iniziative, ufficiali e non, nel mondo per seguire l'evento.